# 第7回ボストン映画批評家協会賞
7th BSFC Awards

1987年1月11日

作品賞: 

ブルーベルベット
第7回ボストン映画批評家協会賞（だい7かいボストンえいがひひょうかきょうかいしょう）は1986年の映画を対象としており、1987年1月11日に受賞者が発表された。

## 受賞一覧

### 作品賞
- 『ブルーベルベット』

### 監督賞
- デヴィッド・リンチ - 『ブルーベルベット』
- オリバー・ストーン - 『プラトーン』

### 主演男優賞
- ボブ・ホスキンス - 『モナリザ』

### 主演女優賞
- クロエ・ウェッブ - 『シド・アンド・ナンシー』

### 助演男優賞
- レイ・リオッタ - 『サムシング・ワイルド』
- デニス・ホッパー - 『ブルーベルベット』

### 助演女優賞
- ダイアン・ウィースト - 『ハンナとその姉妹』

### 脚本賞
- ウディ・アレン - 『ハンナとその姉妹』

### 撮影賞
- フレデリック・エルムス - 『ブルーベルベット』

### 外国語映画賞
- 『ベティ・ブルー』 フランス

### ドキュメンタリー映画賞
- 『マザー・テレサ/母なることの由来』